# Gutsbezirk Reinhardswald
Der Gutsbezirk Reinhardswald (auch Forstgutsbezirk Reinhardswald genannt) ist als Gutsbezirk ein gemeindefreies Gebiet im nordhessischen Landkreis Kassel. Es ist 184,16 km² groß; davon sind 180,81 km² Wald. Als größter der drei noch verbliebenen hessischen Gutsbezirke umfasst er fast die gesamte Fläche des rund 200 km² großen Reinhardswaldes. Es gibt ferner in Nordhessen den Gutsbezirk Kaufunger Wald und in Südhessen den Gutsbezirk Spessart.

## Verwaltung
Gemäß § 153 Absatz 1 Buchstabe c der Hessischen Gemeindeordnung gilt die Verordnung über gemeindefreie Grundstücke und Gutsbezirke vom 15. November 1938 fort. Der Gutsbezirk Reinhardswald ist ein Forstgutsbezirk im Sinne des § 4 Absatz 2 der Verordnung; daher ist der zuständige staatliche Forstbeamte Gutsvorsteher. Der Bezirk wird deshalb vom Reinhardshagener Forstamtsleiter verwaltet. Dieser fungiert als Bürgermeister, wobei er nicht gewählt, sondern vom Landkreis ernannt wird. Wesentliche Aufgaben des Bürgermeisters sind unter anderem die Erhebung von Steuern, Müllbeseitigung, die Betreuung der Einwohner, Aufgaben der Ortspolizei, des Standesamtes sowie die Aufgaben als Träger öffentlicher Belange.

## Gliederung
Laut Hessischem Landesamt für Bodenmanagement und Geoinformation gliedert sich der Gutsbezirk in sieben Gemarkungen:
| Gemarkungs- schlüssel | Gemarkung                 | Fläche km² | Bemerkungen                       |
| --------------------- | ------------------------- | ---------- | --------------------------------- |
| 061558                | Oberförsterei Gahrenberg  | 44,04      | Südteil                           |
| 061559                | Oberförsterei Gottsbüren  | 24,48      | Norden, mit Exklave im Westen     |
| 061560                | Oberförsterei Hofgeismar  | 13,08      | Westen                            |
| 061562                | Oberförsterei Karlshafen  | 25,84      | Nordteil                          |
| 061564                | Oberförsterei Veckerhagen | 35,92      | Osten                             |
| 061619                | Oberförsterei Hombressen  | 37,57      | Westen                            |
| 061627                | Trendelburg               | 0,66       | 5 separate Gebietsteile im Westen |
|                       | Gutsbezirk Reinhardswald  | 184,16     |                                   |

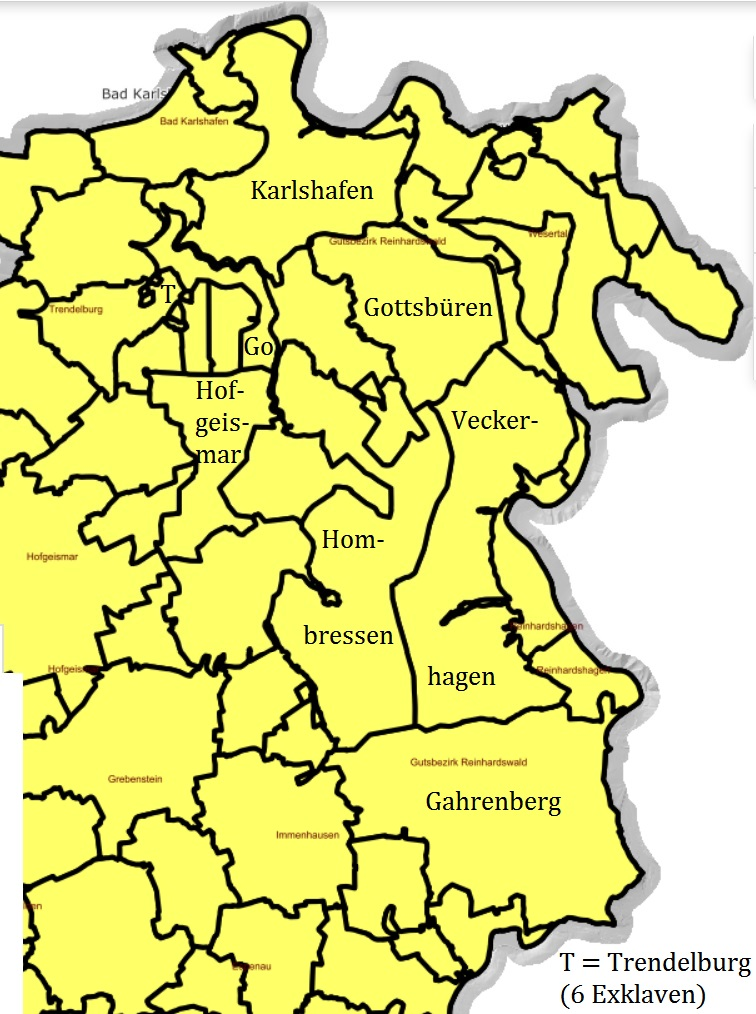
Gliederung des Gutsbezirks in Gemarkungen

Im Gutsbezirk Reinhardswald sind 38 Flurnamen dokumentiert, desgleichen neun Wüstungen.

## Einwohner
Laut Angaben des Hessischen Statistischen Landesamtes ist der Gutsbezirk unbewohnt. Allerdings leben zwei Einwohner in dem Gebiet, wenige hundert Meter von der Altstadt Hann. Mündens entfernt, welche die Gaststätte Tillyschanze neben dem gleichnamigen Aussichtsturm bis 2020 betrieben haben. Zwischen der Gaststätte und dem Turm verläuft die Landesgrenze von Hessen und Niedersachsen. Beide Personen sind beim Forstamt in Reinhardshagen gemeldet, das für Verwaltungsangelegenheiten zuständig ist. In finanziellen Angelegenheiten müssen die beiden Bewohner das Finanzamt in Hofgeismar aufsuchen, in ordnungsrechtlichen Gaststättenangelegenheiten die Ordnungsbehörde in Kassel. Das Abwasser wird nach Niedersachsen abgeleitet. Das zuständige Wahllokal liegt in Reinhardshagen, Ortsteil Veckerhagen. Warum der Gutsbezirk dennoch weiterhin als unbewohnt geführt wird, ist unbekannt.
Zwischen 1950 und 1967 war der Bezirk bewohnt:
- 1950: 63
- 1956: 65
- 1961: 46
- 1967: 37

Da der Gutsbezirk bis Dezember 2015 keine Postleitzahl besaß, wurde er auch nicht mit Post beliefert. So richteten sich die beiden Einwohner ein Postfach in Hann. Münden ein. Insbesondere das Kuriosum der fehlenden Postleitzahl war bereits Gegenstand einer Kleinen Anfrage im Hessischen Landtag. Im Dezember 2015 erhielt die Tillyschanze die Adresse Bierweg 1, 34346 Hann. Münden und wird seitdem auch mit Post beliefert.